# Carlos Pizarro Leongómez
Carlos Pizarro Leongómez   (Cartagena de Indias, 6 de juny de 1952 - Bogotà, 26 d'abril de 1990) va ser un advocat, polític i guerriller colombià. Màxim comandant del grup guerriller Moviment 19 de Abril (M-19) entre 1986 i 1990. Després de deixar les armes, signar la pau amb el govern i reintegrar-se a la vida civil, mor assassinat el 26 d'abril de 1990 sent candidat presidencial per l'Alianza Democrática M-19, moviment polític que va sorgir del grup guerriller M-19 després de la seva desmobilització.